# Salman Shah
Shahriar Chowdhury Emon (19 de setembro de 1971 — 6 de setembro de 1996), conhecido pelo seu nome artístico Salman Shah, foi um ator bangladechiano. Começou sua carreira em 1993 no primeiro episódio da série de televisão Pathor Shomoy e também apareceu como modelo em comercias de TV.

## Carreira
Shah conseguiu seu grande avanço no filme Keyamot Theke Keyamot em 1993, dirigido por Sohanur Rahman Sohan. A produção foi uma refilmagem de um filme indiano chamado Qayamat Se Qayamat Tak, lançado em 1988. Começou sua carreira como ator no drama de televisão e atuou em um total de vinte e sete filmes. Sua carreira cinematográfica se associou primeiramente com Moushumi e depois com Shabnur.

## Filmografia
| Ano  | Título                | Papel        | Diretor              | Coestrelas | Notas                      |
| ---- | --------------------- | ------------ | -------------------- | ---------- | -------------------------- |
| 1993 | Keyamot Theke Keyamot | Raj          | Sohanur Rahman Sohan | Moushumi   | Estreia no cinema          |
| 1994 | Tumi Amar             |              | Jahirul Haque        | Shabnur    | Primeiro filme com Shabnur |
| 1994 | Antore Antore         |              | Shibly Sadik         | Moushumi   |                            |
| 1994 | Shujon Shokhi         | Shujon       | Shah Alam Kiran      | Shabnur    |                            |
| 1994 | Bikkhov               |              | Mohammad Hannan      | Shabnur    |                            |
| 1994 | Sneho                 |              | Gazi Mazharul Anwar  | Moushumi   |                            |
| 1994 | Prem Juddho           |              | Jibon Rahman         | Lima       |                            |
| 1995 | Denmohor              | Sarowar      | Shafi Bikrampuri     | Moushumi   |                            |
| 1995 | Konna dan             |              | Delwar Jahan Jhantu  | Lima       |                            |
| 1995 | Shopner Thikana       | Shumon       | M A Khalek           | Shabnur    |                            |
| 1995 | Anjuman               |              | Hafiz Uddin          | Shabnaz    |                            |
| 1995 | Moha Milon            | Shantto      | Dilip Shom           | Shabnur    |                            |
| 1995 | Asha Bhalobasha       | Akash        | Tomiz Uddin Rizvi    | Shabnaz    |                            |
| 1996 | Bichar Hobe           | Shujon       | Shah Alam Kiran      | Shabnur    |                            |
| 1996 | Ei Ghar Ei Shongshar  | Mintu        | Malek Afsari         | Brishti    |                            |
| 1996 | Priyojon              | Jibon        | Rana Nasser          | Shilpi     |                            |
| 1996 | Tomake Chai           | Shagor       | Motin Rahman         | Shabnur    |                            |
| 1996 | Shopner Prithibi      | Masum        | Badol Khondokar      | Shabnur    |                            |
| 1996 | Sotyer Mrittu Nei     | Joy          | Chotku Ahmed         | Shahnaz    |                            |
| 1996 | Jibon Songshar        | Shobuj       | Zakir Hossen Raju    | Shabnur    |                            |
| 1996 | Mayer Odhikar         | Robin        | Shibly Sadik         | Shabnaz    |                            |
| 1996 | Chaowa Theke Paowa    | Shagor       | M. M. Sarker         | Shabnur    |                            |
| 1997 | Prem Piyashi          | Hridoy       | Reza Hasmat          | Shabnur    |                            |
| 1997 | Shopner Nayok         | Raju/Rasel   | Nasir Khan           | Shabnur    |                            |
| 1997 | Shudhu Tumi           | Akash        | Kazi Morshed         | Shama      |                            |
| 1997 | Ananda Ashru          | Dewan Khasru | Shibly Sadik         | Shabnur    |                            |
| 1997 | Buker Bhetor Agun     | Agun         | Chutku Ahmed         | Shabnur    |                            |

## Televisão

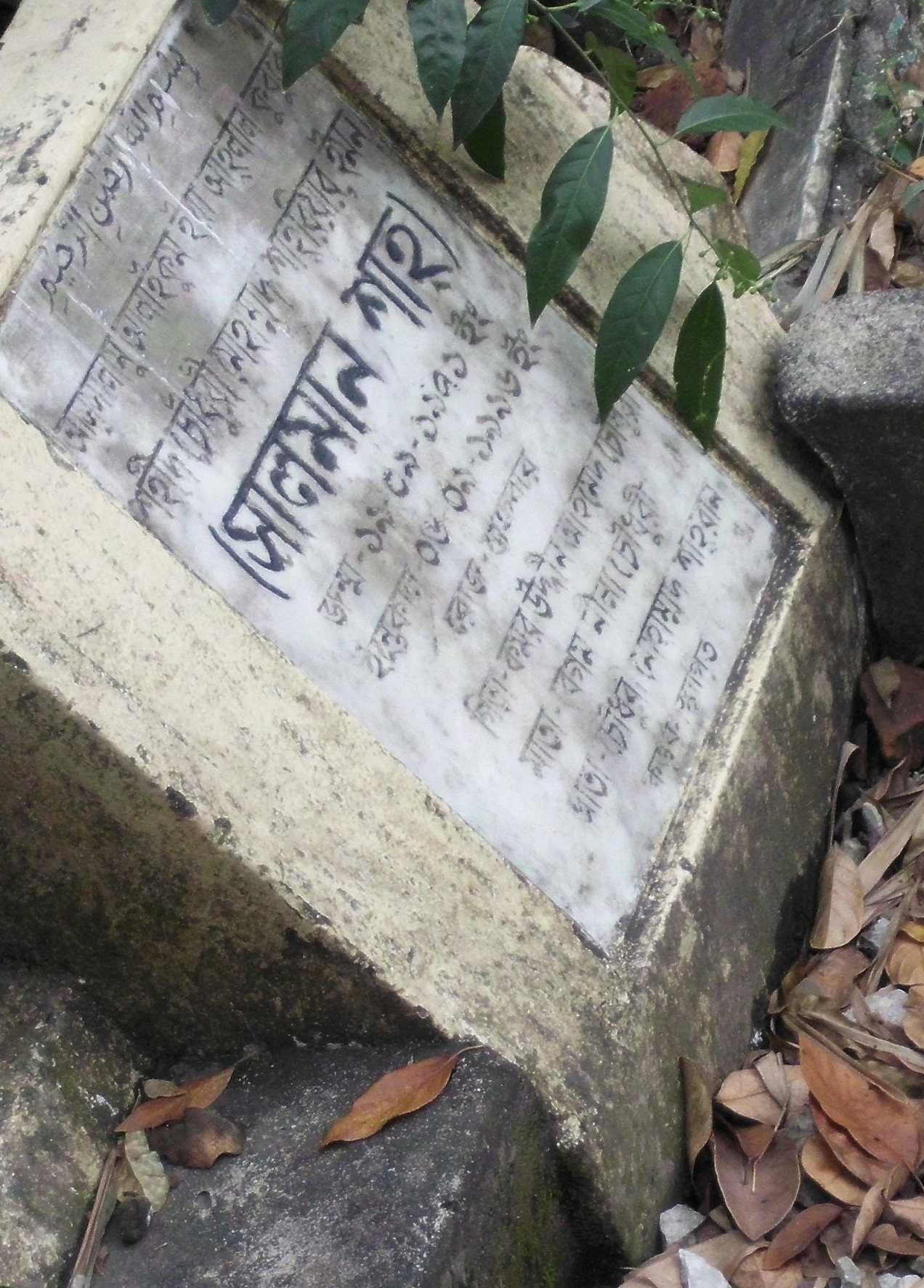
Epitafio da sepultura de Salman Shah, em Sylhet

| Ano  | Séries               | Papel        |
| ---- | -------------------- | ------------ |
| 1993 | Pathor Shomoy        | Desconhecido |
| 1993 | Etikotha             |              |
| 1994 | Akas Choya           |              |
| 1994 | Doyal                |              |
| 1995 | Sob Pakhi Ghore Fere |              |
| 1995 | Nayon                | Sultan       |
| 1996 | Sopner prithibi      |              |
| 1988 | Shaikotey Sharosh    | Rabbi        |

## Morte
Salman Shah morreu no dia 6 de setembro de 1996. Foi encontrado pendurado no teto do seu quarto em Iskaton, Dhaka.